# Aeropuerto Internacional de Nayaf
El Aeropuerto Internacional de Nayaf (IATA: NJF, OACI: ORNI)  Se trata de una empresa privada ubicada en una antigua base militar. El proyecto que ha costado la cifra estimada de 73 millones de dólares, contemplaba terminar las obras a finales de 2006 o principios de 2007. Con la construcción de ese nuevo aeropuerto, las autoridades buscan impulsar el turismo, principalmente religioso, a la ciudad santa de Nayaf, así como otras de cercanas y destacadas para la comunidad chií como son Kufa y Kerbala.

## Historia
El 20 de julio de 2008, las autoridades de Nayaf celebraron la ceremonia de inauguración, a la que asistió el primer ministro iraquí, Nuri al Maliki, quien descendió del primer avión oficial.
La Gobernación de Nayaf, representada por el vicegobernador Abd al-Husayn Abtan, y la Comisión de Inversiones de Nayaf firmaron un Memorando de Acuerdo el 24 de junio de 2008 con Al-Aqeelah Holding, autorizándole por un año para finalizar la construcción del aeropuerto y por cinco años, renovables, para gestionarlo. Actualmente, Aqeeq Aviation Holding, filial de Al-Aqeelah Holding, supervisa la construcción.
La fase de construcción comprende la construcción de la sala vip, las salas de llegadas y salidas, la calle de rodaje, el área de carga aérea y la adquisición de todo el equipamiento aeroportuario, incluyendo equipos de asistencia en tierra, suministros técnicos, ayudas a la navegación, comedores y alojamiento para los empleados.
Desde 2009, más aerolíneas han comenzado a operar vuelos a Najaf, incluidas Gulf Air, Middle East Airlines, Qatar Airways, Syrian Air y Turkish Airlines.

## Destinos
El aeropuerto de Náyaf cuenta con vuelos a las siguientes ciudades (enero de 2020):
| Ciudades por países | Nombre del aeropuerto                             | Aerolíneas                                   | Aeronaves | Frecuencias semanales |
| Irak                | Irak                                              | Irak                                         | Irak      | Irak                  |
| ------------------- | ------------------------------------------------- | -------------------------------------------- | --------- | --------------------- |
| Bagdad              | Aeropuerto de Bagdad                              | Iraqi Airways                                |           |                       |
| Erbil               | Aeropuerto de Erbil                               | Iraqi Airways                                |           |                       |
| Solimania           | Aeropuerto Internacional de Suleimaniya           | Iraqi Airways                                |           |                       |
| Asia                |                                                   |                                              |           |                       |
| Baréin              |                                                   |                                              |           |                       |
| Manama              | Aeropuerto Internacional de Baréin                | Gulf Air Iraqi Airways                       |           |                       |
| Catar               |                                                   |                                              |           |                       |
| Doha                | Aeropuerto Internacional Hamad                    | Qatar Airways                                |           |                       |
| EAU                 |                                                   |                                              |           |                       |
| Dubái               | Aeropuerto de Dubái                               | Flydubai                                     | B737      |                       |
| Sharjah             | Aeropuerto de Sharjah                             | Air Arabia                                   | A32x      |                       |
| India               |                                                   |                                              |           |                       |
| Ahmedabad           | Aeropuerto Internacional Sardar Vallabhbhai Patel | Iraqi Airways                                |           |                       |
| Bombay              | Aeropuerto Internacional Chhatrapati Shivaji      | Iraqi Airways                                |           |                       |
| Irán                |                                                   |                                              |           |                       |
| Mashhad             | Aeropuerto de Mashhad                             | Iran Airtour Iraqi Airways Qeshm Airlines    |           |                       |
| Teherán             | Aeropuerto Internacional Imán Jomeiní             | Iran Air Mahan Air Qeshm Airlines            |           |                       |
| Jordania            |                                                   |                                              |           |                       |
| Amán                | Aeropuerto Internacional Reina Alia               | Royal Jordanian                              |           |                       |
| Kuwait              |                                                   |                                              |           |                       |
| Ciudad de Kuwait    | Aeropuerto de Kuwait                              | Iraqi Airways Jazeera Airways Kuwait Airways | A32x      |                       |
| Líbano              |                                                   |                                              |           |                       |
| Beirut              | Aeropuerto de Beirut                              | Iraqi Airways Middle East Airlines           | A3xx      |                       |
| Pakistán            |                                                   |                                              |           |                       |
| Islamabad           | Aeropuerto Internacional de Islamabad             | Iraqi Airways                                |           |                       |
| Karachi             | Aeropuerto de Karachi                             | Iraqi Airways                                |           |                       |
| Siria               |                                                   |                                              |           |                       |
| Damasco             | Aeropuerto de Damasco                             | Cham Wings Airlines Syrian Air               | A320-200  |                       |
| Europa              |                                                   |                                              |           |                       |
| Dinamarca           |                                                   |                                              |           |                       |
| Copenhague          | Aeropuerto de Copenhague-Kastrup                  | Iraqi Airways                                |           |                       |
| Turquía             |                                                   |                                              |           |                       |
| Estambul            | Aeropuerto de Estambul                            | Iraqi Airways Turkish Airlines               |           |                       |